# Атажурт (Жетысайский район)
Атажурт (каз. Атажұрт) — село в Жетысайском районе Туркестанской области Казахстана. Входит в состав Абайского сельского округа. Код КАТО — 514433600.

## Население
По данным переписи 2009 года, в селе проживал 131 человек (67 мужчин и 64 женщины).

## История
село образовано в 2008 г.